# Nathalie Tauziat
Nathalie Tauziat, née le 17 octobre 1967 à Bangui, République centrafricaine, est une joueuse de tennis française, professionnelle de 1984 à 2003.
Longtemps numéro un française, elle a fait preuve d'une grande régularité, comptant presque sans discontinuer parmi les vingt meilleures joueuses du monde de 1990 à 2001. Preuve de sa longévité au plus haut niveau, elle a été membre du top 50 du 16 mars 1987 au 31 décembre 2001, sans interruption, soit pendant 14 ans et 9 mois. À ce jour, seules Martina Navratilova et Chris Evert ont dépassé ce record depuis l'instauration du classement WTA en 1975. Elle atteint la 3e place mondiale en 2000 à l’âge de 32 ans.

## Carrière tennistique
Longtemps numéro un française, elle a fait preuve d'une grande régularité, comptant presque sans discontinuer parmi les vingt meilleures joueuses du monde de 1990 à 2001. Preuve de sa longévité au plus haut niveau, elle a été membre du top 50 du 16 mars 1987 au 31 décembre 2001, sans interruption, soit pendant 14 ans et 9 mois. À ce jour, seules Martina Navratilova et Chris Evert ont dépassé ce record depuis l'instauration du classement WTA en 1975.

### Première carrière
Nathalie Tauziat commence sa carrière professionnelle en 1984 et devient championne de France en simple en 1985.
Durablement installée dans le top 50 à la fin des années 1980, elle fait son entrée dans le top 20 en 1990. Cette année-là, elle remporte son premier titre WTA à Bayonne en battant Anke Huber en finale. Pour la première fois de sa carrière, elle atteint également les huitièmes de finale à Roland-Garros, Wimbledon et l'US Open.
Durant les années suivantes, elle parvient à se maintenir dans le top 20 grâce à des résultats réguliers et des victoires prestigieuses face à des top 10 (Natasha Zvereva, Martina Navrátilová, Manuela Maleeva). Elle atteint également les quarts de finale à Roland-Garros en 1991 et à Wimbledon en 1992. Elle joue la Coupe Hopman en 1993 avec Guy Forget où ils atteignent la demi-finale, puis en 1994 avec Cédric Pioline.
Bien qu'efficace, son jeu de fond de court à plat ne lui permet pas de monter dans la hiérarchie menée par des joueuses plus puissantes qu'elle dans cette filière. Dès lors, elle décide, à 27 ans, de pousser son jeu vers l'attaque et le service-volée sous la houlette de son entraîneur Régis de Camaret. Entre 1994 et 1996, son classement souffre de ces changements et la Française est rétrogradée autour de la trentième place mondiale. Néanmoins, sa victoire au tournoi sur gazon d'Eastbourne en 1995 laisse augurer de meilleurs moments pour la Française.

### Seconde carrière
À presque 30 ans, Nathalie Tauziat réalise une excellente année 1997 qui marque le début de sa seconde carrière en forme d'été indien. Elle fait partie de l'équipe de France victorieuse de la Fed Cup face aux Pays-Bas en finale. Invaincue en simple et en double pendant toute la campagne, elle remporte un duel historique lors du premier tour contre le Japon, en battant Naoko Sawamatsu (7-5, 4-6, 17-15) dans le match comptant le plus de jeux disputés (54) dans l'histoire de la Fed Cup.
Cette même année, elle se qualifie pour les quarts de finale à Wimbledon en battant sa compatriote Sandrine Testud (4-6, 7-5, 12-10), après avoir sauvé deux balles de matchs. Elle remporte également le tournoi sur gazon de Birmingham et atteint deux finales à Chicago et Zurich. De retour dans le top 15, elle se qualifie pour les Masters en simple et en double. Elle y atteint les demi-finales en simple pour la première fois de sa carrière et atteint la finale du double associée à Alexandra Fusai.
L'année 1998 marque la consécration de la Française au plus haut niveau. Adepte sur le tard du service-volée, elle joue sa première (et seule) finale dans un tournoi du Grand Chelem, le 4 juillet 1998 à Wimbledon. Elle est battue par Jana Novotná. Quelques semaines plus tard, elle fait pour la première fois son entrée dans le top 10, à la huitième place mondiale le 17 août 1998.
Après un début d'année 1999 difficile, où elle n'a atteint qu'une seule fois les quarts de finale en 11 tournois disputés, elle atteint deux finales sur herbe à Birmingham et Eastbourne, avant d'atteindre les quarts de finale à Wimbledon. Elle remporte par la suite le tournoi Tier I de Moscou, le plus prestigieux de sa carrière, et celui de Leipzig. Grâce à sa victoire à Moscou, elle devient à 32 ans la troisième joueuse la plus âgée à remporter un tournoi Tier I, après Chris Evert et Martina Navrátilová. Par ailleurs, elle atteint pour la deuxième fois de sa carrière les demi-finales du Masters en simple et termine la saison au septième rang mondial.
En février 2000, elle remporte l'Open Gaz de France de Paris, en écartant sèchement Serena Williams en finale. Quelques semaines plus tard, à trente-deux ans passés, elle atteint le 3e rang mondial, devenant ainsi la quatrième joueuse la plus âgée de l'histoire à se classer dans les top 3. À l'US Open, elle se qualifie pour les quarts de finale en battant pour la première fois Arantxa Sánchez Vicario, après onze défaites consécutives.
L'année 2001 marque la dernière saison en simple sur le circuit de la Française. À l'Open Gaz de France, elle sauve dix balles de matchs pour s'imposer face à sa compatriote Nathalie Dechy, avant de s'incliner en demi-finale face à Amélie Mauresmo. Elle remporte son dernier tournoi en simple à Birmingham et atteint les quarts de finale à Wimbledon en s'inclinant face à Venus Williams. Nathalie Tauziat se hisse en huitièmes de finale à l'US Open, où elle est battue en trois sets par Mauresmo. Cette année-là, elle obtient son meilleur classement en double (no 3) en remportant notamment le titre le plus important de sa carrière à Miami avec Sánchez Vicario et en atteignant la finale du double dames de l'US Open aux côtés de Kimberly Po. Elle dispute son dernier match professionnel en simple au premier tour du Masters 2001 face à sa bête noire, Arantxa Sánchez Vicario.
Nathalie Tauziat a disputé quelques tournois en double en 2002 et 2003.
Elle a remporté trente-trois titres sur le circuit WTA, dont huit en simple et vingt-cinq en double dames.
De l'âge de treize ans et jusqu'à sa retraite sportive en 2003, elle est restée fidèle au même entraîneur, Régis de Camaret.
En 2000, Nathalie Tauziat a publié Les Dessous du tennis féminin, ouvrage dans lequel elle relate son quotidien de joueuse professionnelle. Tout en réglant ses comptes personnels, elle y dénonce aussi le business du tennis féminin, où le glamour tendrait selon elle à se substituer exagérément aux strictes performances sportives.

### Carrière d'entraîneur

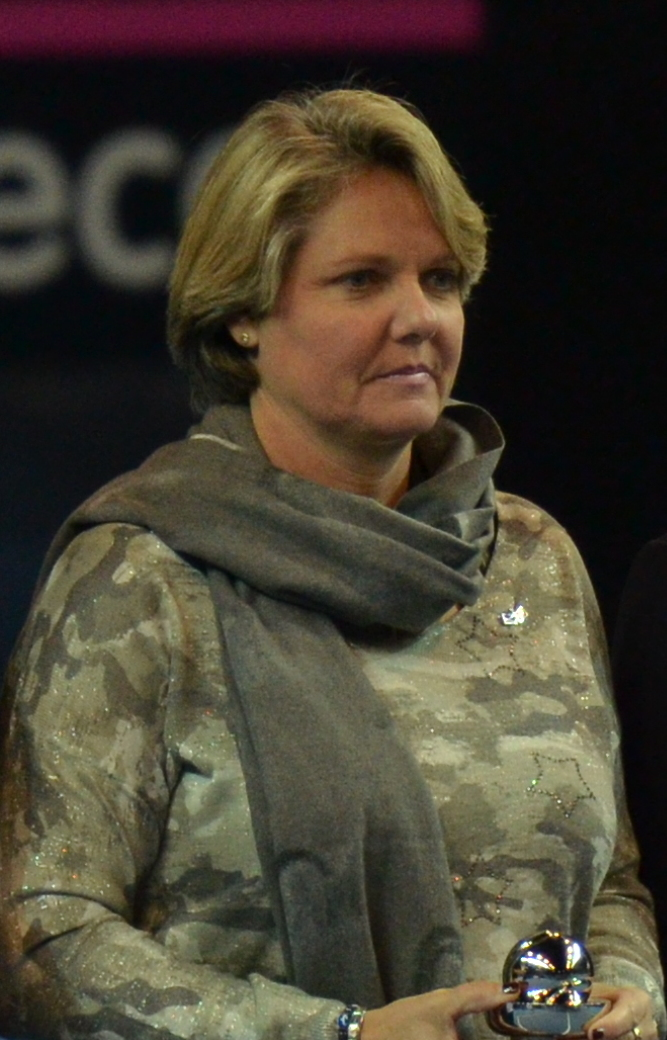
Nathalie Tauziat en 2016.

Depuis sa retraite sportive, Nathalie Tauziat dirige un club de tennis à Capbreton, dans les Landes.
Entre juin 2011 et octobre 2013, elle entraîne la jeune espoir canadienne Eugenie Bouchard,,.
De 2014 à 2016, elle entraîne la Canadienne Aleksandra Wozniak.
En 2025, elle entraîne la Canadienne Victoria Mboko.

### Controverse
Nathalie Tauziat a été suivie durant toute sa carrière par le coach sportif Régis de Camaret, qu'elle considère comme "son deuxième père". Lors du procès de ce coach pour plusieurs viols et agressions sexuelles sur mineures commis à Saint-Tropez entre 1977 et 1989, Nathalie Tauziat témoigne en faveur de celui-ci. Le 23 novembre 2012, Régis de Camaret est condamné à huit ans de prison ferme pour viols et tentatives de viols sur deux joueuses, mineures au moment des faits, peine alourdie à dix ans en appel.
Nathalie Tauziat fait à l'époque partie du comité directeur de la Fédération française de tennis ; en raison de son attitude lors du procès pour viols sur mineures de son ancien entraîneur, il lui est demandé de démissionner, ce qu'elle refuse.

## Palmarès

### Titres en simple dames
| No | Date       | Nom et lieu du tournoi                   | Catégorie | Dotation    | Surface         | Finaliste        | Score         |          |
| -- | ---------- | ---------------------------------------- | --------- | ----------- | --------------- | ---------------- | ------------- | -------- |
| 1  | 24-09-1990 | Open Whirlpool-Ville de Bayonne, Bayonne | Tier V    | 100 000 $   | Moquette (int.) | Anke Huber       | 6-3, 7-6      | Parcours |
| 2  | 01-11-1993 | Challenge Bell, Québec                   | Tier III  | 150 000 $   | Moquette (int.) | Katerina Maleeva | 6-4, 6-1      | Parcours |
| 3  | 19-06-1995 | Int’l Championships, Eastbourne          | Tier II   | 430 000 $   | Gazon (ext.)    | Chanda Rubin     | 3-6, 6-0, 7-5 | Parcours |
| 4  | 09-06-1997 | DFS Classic, Birmingham                  | Tier III  | 164 250 $   | Gazon (ext.)    | Yayuk Basuki     | 2-6, 6-2, 6-2 | Parcours |
| 5  | 18-10-1999 | Kremlin Cup, Moscou                      | Tier I    | 1 050 000 $ | Moquette (int.) | Barbara Schett   | 2-6, 6-4, 6-1 | Parcours |
| 6  | 01-11-1999 | Sparkassen Cup International, Leipzig    | Tier II   | 520 000 $   | Moquette (int.) | Květa Hrdličková | 6-1, 6-3      | Parcours |
| 7  | 07-02-2000 | Open Gaz de France, Paris                | Tier II   | 535 000 $   | Moquette (int.) | Serena Williams  | 7-5, 6-2      | Parcours |
| 8  | 11-06-2001 | DFS Classic, Birmingham                  | Tier III  | 170 000 $   | Gazon (ext.)    | Miriam Oremans   | 6-3, 7-5      | Parcours |

### Finales en simple dames
| No | Date       | Nom et lieu du tournoi                     | Catégorie | Dotation    | Surface         | Vainqueure                | Score         |          |
| -- | ---------- | ------------------------------------------ | --------- | ----------- | --------------- | ------------------------- | ------------- | -------- |
| 1  | 11-07-1988 | Nice Open, Nice                            | Tier V    | 100 000 $   | Terre (ext.)    | Sandra Cecchini           | 7-5, 6-4      | Parcours |
| 2  | 22-08-1988 | United Jersey Bank Classic, Mahwah         | Tier IV   | 200 000 $   | Dur (ext.)      | Steffi Graf               | 6-0, 6-1      | Parcours |
| 3  | 05-02-1990 | Breyers Tennis Classic, Wichita            | Tier IV   | 150 000 $   | Moquette (int.) | Dinky Van Rensburg        | 2-6, 7-5, 6-2 | Parcours |
| 4  | 07-10-1991 | European Indoors, Zurich                   | Tier II   | 350 000 $   | Moquette (int.) | Steffi Graf               | 6-4, 6-4      | Parcours |
| 5  | 23-03-1992 | U.S. Hard Court Championships, San Antonio | Tier III  | 225 000 $   | Dur (ext.)      | Martina Navrátilová       | 6-2, 6-1      | Parcours |
| 6  | 28-09-1992 | Open Whirlpool-Ville de Bayonne, Bayonne   | Tier IV   | 150 000 $   | Moquette (int.) | Manuela Maleeva-Fragnière | 6-7, 6-2, 6-3 | Parcours |
| 7  | 10-06-1996 | DFS Classic, Birmingham                    | Tier III  | 164 250 $   | Gazon (ext.)    | Meredith McGrath          | 2-6, 6-4, 6-4 | Parcours |
| 8  | 13-10-1997 | European Indoor Championships, Zurich      | Tier I    | 926 250 $   | Moquette (int.) | Lindsay Davenport         | 7-6, 7-5      | Parcours |
| 9  | 03-11-1997 | Ameritech Cup, Chicago                     | Tier II   | 450 000 $   | Moquette (int.) | Lindsay Davenport         | 6-0, 7-5      | Parcours |
| 10 | 22-06-1998 | The Championships, Wimbledon               | G. Chelem | 4 404 163 $ | Gazon (ext.)    | Jana Novotná              | 6-4, 7-6      | Parcours |
| 11 | 02-11-1998 | Sparkassen Cup International GP, Leipzig   | Tier II   | 450 000 $   | Moquette (int.) | Steffi Graf               | 6-3, 6-4      | Parcours |
| 12 | 07-06-1999 | DFS Classic, Birmingham                    | Tier III  | 180 000 $   | Gazon (ext.)    | Julie Halard-Decugis      | 6-2, 3-6, 6-4 | Parcours |
| 13 | 14-06-1999 | Int’l Championships, Eastbourne            | Tier II   | 520 000 $   | Gazon (ext.)    | Natasha Zvereva           | 0-6, 7-5, 6-3 | Parcours |
| 14 | 19-02-2001 | Duty Free Women’s Open, Dubaï              | Tier II   | 565 000 $   | Dur (ext.)      | Martina Hingis            | 6-4, 6-4      | Parcours |

### Titres en double dames
| No | Date       | Nom et lieu du tournoi                        | Catégorie | Dotation    | Surface         | Partenaire           | Finalistes                           | Score          |          |
| -- | ---------- | --------------------------------------------- | --------- | ----------- | --------------- | -------------------- | ------------------------------------ | -------------- | -------- |
| 1  | 28-09-1987 | First Clarins Open Paris                      |           | 50 000 $    | Terre (ext.)    | Isabelle Demongeot   | Sandra Cecchini Sabrina Goleš        | 1-6, 6-3, 6-3  | Parcours |
| 2  | 09-05-1988 | German Open Berlin                            | Tier I    | 300 000 $   | Terre (ext.)    | Isabelle Demongeot   | Claudia Kohde-Kilsch Helena Suková   | 6-2, 4-6, 6-4  | Parcours |
| 3  | 17-10-1988 | European Indoors Zurich                       | Tier IV   | 200 000 $   | Moquette (int.) | Isabelle Demongeot   | Claudia Kohde-Kilsch Helena Suková   | 6-3, 6-3       | Parcours |
| 4  | 01-05-1989 | Citizen Cup Hambourg                          | Tier IV   | 200 000 $   | Terre (ext.)    | Isabelle Demongeot   | Jana Novotná Helena Suková           | forfait        | Parcours |
| 5  | 22-10-1990 | Midland Bank Championships Brighton           | Tier II   | 350 000 $   | Moquette (int.) | Helena Suková        | Jo Durie Natasha Zvereva             | 6-1, 6-4       | Parcours |
| 6  | 23-09-1991 | Open Whirlpool-Ville de Bayonne Bayonne       | Tier IV   | 150 000 $   | Moquette (int.) | Patricia Tarabini    | Rachel McQuillan Catherine Tanvier   | 6-3, ab.       | Parcours |
| 7  | 11-01-1993 | Sunsmart Victorian Open Melbourne             | Tier IV   | 100 000 $   | Dur (ext.)      | Nicole Provis        | Cammy MacGregor Shaun Stafford       | 1-6, 6-3, 6-3  | Parcours |
| 8  | 08-08-1994 | Virginia Slims of Los Angeles Manhattan Beach | Tier II   | 400 000 $   | Dur (ext.)      | Julie Halard         | Jana Novotná Lisa Raymond            | 6-1, 0-6, 6-1  | Parcours |
| 9  | 31-10-1994 | Challenge Bell Québec                         | Tier III  | 150 000 $   | Moquette (int.) | Elna Reinach         | Linda Wild Chanda Rubin              | 6-4, 6-3       | Parcours |
| 10 | 20-02-1995 | EA-Generali Ladies Linz                       | Tier III  | 161 250 $   | Moquette (int.) | Meredith McGrath     | Iva Majoli Petra Schwarz             | 6-1, 6-2       | Parcours |
| 11 | 30-09-1996 | Sparkassen Cup Leipzig                        | Tier II   | 450 000 $   | Moquette (int.) | Kristie Boogert      | Sabine Appelmans Miriam Oremans      | 6-4, 6-4       | Parcours |
| 12 | 21-10-1996 | SEAT Open Luxembourg                          | Tier III  | 164 250 $   | Moquette (int.) | Kristie Boogert      | Barbara Rittner Dominique Van Roost  | 2-6, 6-4, 6-2  | Parcours |
| 13 | 03-02-1997 | EA-Generali Austrian Open Linz                | Tier III  | 164 250 $   | Moquette (int.) | Alexandra Fusai      | Eva Melicharová Helena Vildová       | 4-6, 6-3, 6-1  | Parcours |
| 14 | 03-11-1997 | Ameritech Cup Chicago                         | Tier II   | 450 000 $   | Moquette (int.) | Alexandra Fusai      | Lindsay Davenport Monica Seles       | 6-3, 6-2       | Parcours |
| 15 | 23-02-1998 | Generali Ladies Tennis Grand Prix Linz        | Tier II   | 450 000 $   | Moquette (int.) | Alexandra Fusai      | Anna Kournikova Larisa Neiland       | 6-3, 3-6, 6-4  | Parcours |
| 16 | 18-05-1998 | Internationaux de Strasbourg Strasbourg       | Tier III  | 200 000 $   | Terre (ext.)    | Alexandra Fusai      | Yayuk Basuki Caroline Vis            | 6-4, 6-3       | Parcours |
| 17 | 24-08-1998 | Pilot Pen International New Haven             | Tier II   | 450 000 $   | Dur (ext.)      | Alexandra Fusai      | Mariaan de Swardt Jana Novotná       | 6-1, 6-0       | Parcours |
| 18 | 08-02-1999 | Nokia Cup Prostějov                           | Tier IVb  | 112 500 $   | Moquette (int.) | Alexandra Fusai      | Květa Hrdličková Helena Vildová      | 3-6, 6-2, 6-1  | Parcours |
| 19 | 10-05-1999 | German Open Berlin                            | Tier I    | 1 050 000 $ | Terre (ext.)    | Alexandra Fusai      | Jana Novotná Patricia Tarabini       | 6-3, 7-5       | Parcours |
| 20 | 19-06-2000 | Int’l Championships Eastbourne                | Tier II   | 535 000 $   | Gazon (ext.)    | Ai Sugiyama          | Lisa Raymond Rennae Stubbs           | 2-6, 6-3, 7-63 | Parcours |
| 21 | 14-08-2000 | Omnium du Maurier Montréal                    | Tier I    | 1 080 000 $ | Dur (ext.)      | Martina Hingis       | Julie Halard-Decugis Ai Sugiyama     | 6-3, 3-6, 6-4  | Parcours |
| 22 | 25-09-2000 | SEAT Open Luxembourg                          | Tier III  | 170 000 $   | Moquette (int.) | Alexandra Fusai      | Lioubomira Batcheva Cristina Torrens | 6-3, 7-60      | Parcours |
| 23 | 21-03-2001 | Ericsson Open Miami                           | Tier I    | 2 720 000 $ | Dur (ext.)      | Arantxa Sánchez      | Lisa Raymond Rennae Stubbs           | 6-0, 6-4       | Parcours |
| 24 | 06-08-2001 | estyle.com Classic Manhattan Beach            | Tier II   | 565 000 $   | Dur (ext.)      | Kimberly Po-Messerli | Nicole Arendt Caroline Vis           | 6-3, 7-5       | Parcours |
| 25 | 24-09-2001 | Sparkassen Cup International GP Leipzig       | Tier II   | 565 000 $   | Moquette (int.) | Elena Likhovtseva    | Květa Hrdličková Barbara Rittner     | 6-4, 6-2       | Parcours |

### Finales en double dames
| No | Date       | Nom et lieu du tournoi                         | Catégorie | Dotation    | Surface         | Vainqueures                          | Partenaire           | Score         |          |
| -- | ---------- | ---------------------------------------------- | --------- | ----------- | --------------- | ------------------------------------ | -------------------- | ------------- | -------- |
| 1  | 11-07-1988 | Nice Open Nice                                 | Tier V    | 100 000 $   | Terre (ext.)    | Catherine Suire Catherine Tanvier    | Isabelle Demongeot   | 6-4, 4-6, 6-2 | Parcours |
| 2  | 25-10-1988 | Brighton International Brighton                | Tier III  | 250 000 $   | Moquette (int.) | Lori McNeil Betsy Nagelsen           | Isabelle Demongeot   | 7-6, 2-6, 7-6 | Parcours |
| 3  | 16-10-1989 | European Indoors Zurich                        | Tier III  | 250 000 $   | Moquette (int.) | Jana Novotná Helena Suková           | Judith Wiesner       | 6-3, 3-6, 6-4 | Parcours |
| 4  | 12-02-1990 | Virginia Slims of Chicago Chicago              | Tier I    | 500 000 $   | Moquette (int.) | Martina Navrátilová Anne Smith       | Arantxa Sánchez      | 6-7, 6-4, 6-3 | Parcours |
| 5  | 22-04-1991 | International Championships of Spain Barcelone | Tier III  | 225 000 $   | Terre (ext.)    | Martina Navrátilová Arantxa Sánchez  | Judith Wiesner       | 6-1, 6-3      | Parcours |
| 6  | 29-07-1991 | Mazda Tennis Classic San Diego                 | Tier III  | 225 000 $   | Dur (ext.)      | Jill Hetherington Kathy Rinaldi      | Gigi Fernández       | 6-4, 3-6, 6-2 | Parcours |
| 7  | 20-04-1992 | Open Seat of Spain Barcelone                   | Tier III  | 225 000 $   | Terre (ext.)    | Conchita Martínez Arantxa Sánchez    | Judith Wiesner       | 6-4, 6-1      | Parcours |
| 8  | 01-11-1993 | Challenge Bell Québec                          | Tier III  | 150 000 $   | Moquette (int.) | Katrina Adams Manon Bollegraf        | Katerina Maleeva     | 6-4, 6-4      | Parcours |
| 9  | 18-04-1994 | International Championships of Spain Barcelone | Tier II   | 400 000 $   | Terre (ext.)    | Larisa Neiland Arantxa Sánchez       | Julie Halard         | 6-2, 6-4      | Parcours |
| 10 | 12-02-1996 | Open Gaz de France Paris                       | Tier II   | 450 000 $   | Moquette (int.) | Kristie Boogert Jana Novotná         | Julie Halard         | 6-4, 6-3      | Parcours |
| 11 | 08-03-1996 | State Farm Evert Cup Indian Wells              | Tier II   | 550 000 $   | Dur (ext.)      | Chanda Rubin Brenda Schultz          | Julie Halard         | 6-1, 6-4      | Parcours |
| 12 | 10-06-1996 | DFS Classic Birmingham                         | Tier III  | 164 250 $   | Gazon (ext.)    | Elizabeth Smylie Linda Wild          | Lori McNeil          | 6-3, 3-6, 6-1 | Parcours |
| 13 | 04-11-1996 | Bank of the West Classic Oakland               | Tier II   | 450 000 $   | Moquette (int.) | Lindsay Davenport Mary Joe Fernández | Irina Spîrlea        | 6-1, 6-3      | Parcours |
| 14 | 07-03-1997 | State Farm Evert Cup Indian Wells              | Tier I    | 1 250 000 $ | Dur (ext.)      | Lindsay Davenport Natasha Zvereva    | Lisa Raymond         | 6-3, 6-2      | Parcours |
| 15 | 09-06-1997 | DFS Classic Birmingham                         | Tier III  | 164 250 $   | Gazon (ext.)    | Katrina Adams Larisa Neiland         | Linda Wild           | 6-2, 6-3      | Parcours |
| 16 | 18-08-1997 | US Hard Court Championships Atlanta            | Tier II   | 450 000 $   | Dur (ext.)      | Nicole Arendt Manon Bollegraf        | Alexandra Fusai      | 6-7, 6-3, 6-2 | Parcours |
| 17 | 20-10-1997 | Challenge Bell Québec                          | Tier III  | 164 250 $   | Moquette (int.) | Lisa Raymond Rennae Stubbs           | Alexandra Fusai      | 6-4, 5-7, 7-5 | Parcours |
| 18 | 17-11-1997 | Chase Championships New York                   | Masters   | 2 000 000 $ | Moquette (int.) | Lindsay Davenport Jana Novotná       | Alexandra Fusai      | 6-7, 6-3, 6-2 | Parcours |
| 19 | 05-03-1998 | State Farm Evert Cup Indian Wells              | Tier I    | 1 250 000 $ | Dur (ext.)      | Lindsay Davenport Natasha Zvereva    | Alexandra Fusai      | 6-4, 2-6, 6-4 | Parcours |
| 20 | 11-05-1998 | German Open Berlin                             | Tier I    | 926 250 $   | Terre (ext.)    | Lindsay Davenport Natasha Zvereva    | Alexandra Fusai      | 6-3, 6-0      | Parcours |
| 21 | 03-08-1998 | Toshiba Classic San Diego                      | Tier II   | 450 000 $   | Dur (ext.)      | Lindsay Davenport Natasha Zvereva    | Alexandra Fusai      | 6-2, 6-1      | Parcours |
| 22 | 16-11-1998 | Chase Championships New York                   | Masters   | 2 000 000 $ | Moquette (int.) | Lindsay Davenport Natasha Zvereva    | Alexandra Fusai      | 6-7, 7-5, 6-3 | Parcours |
| 23 | 15-02-1999 | Faber Grand Prix Hanovre                       | Tier II   | 450 000 $   | Moquette (int.) | Serena Williams Venus Williams       | Alexandra Fusai      | 5-7, 6-2, 6-2 | Parcours |
| 24 | 03-05-1999 | Italian Open Rome                              | Tier I    | 1 050 000 $ | Terre (ext.)    | Martina Hingis Anna Kournikova       | Alexandra Fusai      | 6-2, 6-2      | Parcours |
| 25 | 17-05-1999 | Internationaux de Strasbourg Strasbourg        | Tier III  | 190 000 $   | Terre (ext.)    | Elena Likhovtseva Ai Sugiyama        | Alexandra Fusai      | 2-6, 7-6, 6-1 | Parcours |
| 26 | 11-10-1999 | Swisscom Challenge Zurich                      | Tier I    | 1 050 000 $ | Dur (int.)      | Lisa Raymond Rennae Stubbs           | Natasha Zvereva      | 6-2, 6-2      | Parcours |
| 27 | 31-01-2000 | Toray Pan Pacific Open Tokyo                   | Tier I    | 1 080 000 $ | Moquette (int.) | Martina Hingis Mary Pierce           | Alexandra Fusai      | 6-4, 6-1      | Parcours |
| 28 | 16-10-2000 | Generali Open Linz                             | Tier II   | 535 000 $   | Moquette (int.) | Amélie Mauresmo Chanda Rubin         | Ai Sugiyama          | 6-4, 6-4      | Parcours |
| 29 | 05-02-2001 | Open Gaz de France Paris                       | Tier II   | 565 000 $   | Moquette (int.) | Iva Majoli Virginie Razzano          | Kimberly Po          | 6-3, 7-5      | Parcours |
| 30 | 12-02-2001 | Terazura Open Nice                             | Tier II   | 565 000 $   | Moquette (int.) | Émilie Loit Anne-Gaëlle Sidot        | Kimberly Po          | 1-6, 6-2, 6-0 | Parcours |
| 31 | 11-06-2001 | DFS Classic Birmingham                         | Tier III  | 170 000 $   | Gazon (ext.)    | Cara Black Elena Likhovtseva         | Kimberly Po-Messerli | 6-1, 6-2      | Parcours |
| 32 | 27-08-2001 | US Open Flushing Meadows                       | G. Chelem | 6 628 000 $ | Dur (ext.)      | Lisa Raymond Rennae Stubbs           | Kimberly Po-Messerli | 6-2, 5-7, 7-5 | Parcours |
| 33 | 10-06-2002 | DFS Classic Birmingham                         | Tier III  | 170 000 $   | Gazon (ext.)    | Shinobu Asagoe Els Callens           | Kimberly Po-Messerli | 6-4, 6-3      | Parcours |

## Parcours en Grand Chelem

### En simple dames
| Année | Open d'Australie (janvier) | Open d'Australie (janvier) | Internationaux de France | Internationaux de France | Wimbledon       | Wimbledon           | US Open         | US Open           | Open d'Australie (décembre) | Open d'Australie (décembre) |
| ----- | -------------------------- | -------------------------- | ------------------------ | ------------------------ | --------------- | ------------------- | --------------- | ----------------- | --------------------------- | --------------------------- |
| 1984  | n/a                        | n/a                        | 1er tour (1/64)          | Martina Navrátilová      | -               | -                   | -               | -                 | -                           | -                           |
| 1985  | n/a                        | n/a                        | 3e tour (1/16)           | Terry Phelps             | -               | -                   | -               | -                 | -                           | -                           |
| 1986  | n/a                        | n/a                        | 2e tour (1/32)           | Anne Smith               | 2e tour (1/32)  | Katerina Maleeva    | 1er tour (1/64) | Gabriela Sabatini | n/a                         | n/a                         |
| 1987  | -                          | -                          | 4e tour (1/8)            | C. Kohde-Kilsch          | 2e tour (1/32)  | Ann Henricksson     | 2e tour (1/32)  | Manuela Maleeva   | n/a                         | n/a                         |
| 1988  | -                          | -                          | 4e tour (1/8)            | Steffi Graf              | 2e tour (1/32)  | Katrina Adams       | 2e tour (1/32)  | M.J. Fernández    | n/a                         | n/a                         |
| 1989  | -                          | -                          | 1er tour (1/64)          | Lori McNeil              | 1er tour (1/64) | C. Kohde-Kilsch     | 3e tour (1/16)  | Manuela Maleeva   | n/a                         | n/a                         |
| 1990  | -                          | -                          | 4e tour (1/8)            | Steffi Graf              | 4e tour (1/8)   | Gabriela Sabatini   | 4e tour (1/8)   | Zina Garrison     | n/a                         | n/a                         |
| 1991  | -                          | -                          | 1/4 de finale            | Steffi Graf              | 4e tour (1/8)   | Gabriela Sabatini   | 1er tour (1/64) | Florencia Labat   | n/a                         | n/a                         |
| 1992  | -                          | -                          | 4e tour (1/8)            | Manon Bollegraf          | 1/4 de finale   | Monica Seles        | 2e tour (1/32)  | Amanda Coetzer    | n/a                         | n/a                         |
| 1993  | 4e tour (1/8)              | Monica Seles               | 3e tour (1/16)           | Judith Wiesner           | 4e tour (1/8)   | Martina Navrátilová | 4e tour (1/8)   | Arantxa Sánchez   | n/a                         | n/a                         |
| 1994  | 1er tour (1/64)            | Yayuk Basuki               | 2e tour (1/32)           | Petra Ritter             | 3e tour (1/16)  | Conchita Martínez   | 2e tour (1/32)  | Arantxa Sánchez   | n/a                         | n/a                         |
| 1995  | -                          | -                          | 3e tour (1/16)           | Virginia Ruano           | 3e tour (1/16)  | Yayuk Basuki        | 3e tour (1/16)  | Steffi Graf       | n/a                         | n/a                         |
| 1996  | -                          | -                          | 2e tour (1/32)           | Karina Habšudová         | 3e tour (1/16)  | Patricia Hy         | 2e tour (1/32)  | Conchita Martínez | n/a                         | n/a                         |
| 1997  | -                          | -                          | 3e tour (1/16)           | Monica Seles             | 1/4 de finale   | Arantxa Sánchez     | 1er tour (1/64) | Karina Habšudová  | n/a                         | n/a                         |
| 1998  | -                          | -                          | 1er tour (1/64)          | Emmanuelle Gagliardi     | Finale          | Jana Novotná        | 4e tour (1/8)   | Lindsay Davenport | n/a                         | n/a                         |
| 1999  | -                          | -                          | 2e tour (1/32)           | Gala León García         | 1/4 de finale   | Mirjana Lučić       | 3e tour (1/16)  | Jennifer Capriati | n/a                         | n/a                         |
| 2000  | 2e tour (1/32)             | Sonya Jeyaseelan           | 3e tour (1/16)           | Chanda Rubin             | 1er tour (1/64) | Kim Clijsters       | 1/4 de finale   | Venus Williams    | n/a                         | n/a                         |
| 2001  | -                          | -                          | 1er tour (1/64)          | Lina Krasnoroutskaïa     | 1/4 de finale   | Venus Williams      | 4e tour (1/8)   | Amélie Mauresmo   | n/a                         | n/a                         |

À droite du résultat, l’ultime adversaire.

### En double dames
| Année | Open d'Australie (janvier)   | Open d'Australie (janvier) | Internationaux de France     | Internationaux de France    | Wimbledon                    | Wimbledon                     | US Open                      | US Open                    | Open d'Australie (décembre) | Open d'Australie (décembre) |
| ----- | ---------------------------- | -------------------------- | ---------------------------- | --------------------------- | ---------------------------- | ----------------------------- | ---------------------------- | -------------------------- | --------------------------- | --------------------------- |
| 1985  | n/a                          | n/a                        | 1er tour (1/32) I. Demongeot | Chris Evert P. Paradis      | 3e tour (1/8) I. Demongeot   | S. Cherneva L. Savchenko      | 2e tour (1/16) I. Demongeot  | Lori McNeil Kim Sands      | -                           | -                           |
| 1986  | n/a                          | n/a                        | 3e tour (1/8) I. Demongeot   | Kohde-Kilsch Helena Suková  | 1er tour (1/32) I. Demongeot | Zina Garrison Kathy Rinaldi   | 1er tour (1/32) I. Demongeot | A. Moulton Anne White      | n/a                         | n/a                         |
| 1987  | -                            | -                          | 1/4 de finale I. Demongeot   | Navrátilová Pam Shriver     | 2e tour (1/16) I. Demongeot  | A. M. Fernández J. Richardson | 1er tour (1/32) I. Demongeot | Isabel Cueto A. Sánchez    | n/a                         | n/a                         |
| 1988  | -                            | -                          | 3e tour (1/8) I. Demongeot   | Katrina Adams Zina Garrison | 3e tour (1/8) I. Demongeot   | Eva Pfaff E. Smylie           | 1er tour (1/32) I. Demongeot | Henricksson Anne Smith     | n/a                         | n/a                         |
| 1989  | -                            | -                          | 3e tour (1/8) I. Demongeot   | Katrina Adams Zina Garrison | 1er tour (1/32) I. Demongeot | Hu Na S. Stafford             | 3e tour (1/8) I. Demongeot   | Kathy Jordan B. Nagelsen   | n/a                         | n/a                         |
| 1990  | -                            | -                          | 1/2 finale J. Wiesner        | L. Neiland N. Zvereva       | 3e tour (1/8) J. Wiesner     | Kathy Jordan E. Smylie        | 2e tour (1/16) J. Wiesner    | Kathy Jordan E. Smylie     | n/a                         | n/a                         |
| 1991  | -                            | -                          | 3e tour (1/8) J. Wiesner     | Kathy Jordan M. McGrath     | 3e tour (1/8) J. Wiesner     | L. Neiland N. Zvereva         | 3e tour (1/8) J. Wiesner     | Yayuk Basuki Jo Durie      | n/a                         | n/a                         |
| 1992  | -                            | -                          | 1/4 de finale I. Demongeot   | Steffi Graf Anke Huber      | 3e tour (1/8) I. Demongeot   | Lori McNeil Rennae Stubbs     | 3e tour (1/8) I. Demongeot   | Navrátilová Pam Shriver    | n/a                         | n/a                         |
| 1993  | 3e tour (1/8) K. Maleeva     | C. Martínez A. Sánchez     | 1/4 de finale K. Maleeva     | L. Neiland Jana Novotná     | 2e tour (1/16) K. Maleeva    | L. Neiland Jana Novotná       | 2e tour (1/16) K. Maleeva    | Katrina Adams M. Bollegraf | n/a                         | n/a                         |
| 1994  | 2e tour (1/16) Nicole Provis | L. Davenport Lisa Raymond  | 1/2 finale Julie Halard      | G. Fernández N. Zvereva     | 3e tour (1/8) Julie Halard   | M. Bollegraf Navrátilová      | 1er tour (1/32) Julie Halard | M. Jaggard Rene Simpson    | n/a                         | n/a                         |
| 1995  | -                            | -                          | 1/4 de finale Julie Halard   | G. Fernández N. Zvereva     | 3e tour (1/8) Julie Halard   | G. Sabatini B. Schultz        | 1/4 de finale Julie Halard   | Lori McNeil Helena Suková  | n/a                         | n/a                         |
| 1996  | -                            | -                          | 3e tour (1/8) Julie Halard   | A. Fusai Mercedes Paz       | 2e tour (1/16) Lori McNeil   | R. Fairbank Pam Shriver       | 1er tour (1/32) B. Schultz   | Patricia Hy R. Fairbank    | n/a                         | n/a                         |
| 1997  | -                            | -                          | 1/2 finale A. Fusai          | MJ Fernández Lisa Raymond   | 3e tour (1/8) Linda Wild     | L. Neiland Helena Suková      | 1/4 de finale A. Fusai       | G. Fernández N. Zvereva    | n/a                         | n/a                         |
| 1998  | -                            | -                          | 1/4 de finale A. Fusai       | A. Kournikova L. Neiland    | 2e tour (1/16) A. Fusai      | Lori McNeil Chanda Rubin      | 2e tour (1/16) A. Fusai      | K. Kschwendt A. Sidot      | n/a                         | n/a                         |
| 1999  | -                            | -                          | 1/2 finale A. Fusai          | M. Hingis A. Kournikova     | 2e tour (1/16) A. Fusai      | Nicole Arendt M. Bollegraf    | 3e tour (1/8) A. Fusai       | Nicole Arendt M. Bollegraf | n/a                         | n/a                         |
| 2000  | 2e tour (1/16) A. Fusai      | Els Callens D. Monami      | 1/2 finale A. Fusai          | M. Hingis Mary Pierce       | 2e tour (1/16) A. Fusai      | Amy Frazier K. Schlukebir     | 3e tour (1/8) A. Fusai       | Els Callens D. Monami      | n/a                         | n/a                         |
| 2001  | -                            | -                          | 1/4 de finale Kimberly Po    | Justine Henin E. Tatarkova  | 1/2 finale Kimberly Po       | Lisa Raymond Rennae Stubbs    | Finale Kimberly Po           | Lisa Raymond Rennae Stubbs | n/a                         | n/a                         |
| 2002  | -                            | -                          | 2e tour (1/16) Kimberly Po   | Iva Majoli Nicole Pratt     | 1/4 de finale Kimberly Po    | Cara Black Likhovtseva        | -                            | -                          | n/a                         | n/a                         |
| 2003  | -                            | -                          | 1er tour (1/32) S. Cohen     | Kim Clijsters Ai Sugiyama   | -                            | -                             | -                            | -                          | n/a                         | n/a                         |

Sous le résultat, la partenaire ; à droite, l’ultime équipe adverse.

### En double mixte
| Année | Open d'Australie | Open d'Australie | Internationaux de France    | Internationaux de France  | Wimbledon                   | Wimbledon              | US Open                     | US Open                 |
| ----- | ---------------- | ---------------- | --------------------------- | ------------------------- | --------------------------- | ---------------------- | --------------------------- | ----------------------- |
| 1997  | -                | -                | -                           | -                         | -                           | -                      | 1/4 de finale Daniel Nestor | M. Bollegraf Rick Leach |
| 1998  | -                | -                | -                           | -                         | 3e tour (1/8) Daniel Nestor | S. Williams Max Mirnyi | -                           | -                       |
| 2000  | -                | -                | 2e tour (1/16) O. Delaitre  | E. Tatarkova Jack Waite   | -                           | -                      | -                           | -                       |
| 2001  | -                | -                | 1er tour (1/16) David Adams | Lisa Raymond Leander Paes | -                           | -                      | -                           | -                       |
| 2002  | -                | -                | 1er tour (1/16) M. Bahrami  | S. Testud Jeff Tarango    | -                           | -                      | -                           | -                       |

Sous le résultat, le partenaire ; à droite, l’ultime équipe adverse.

## Parcours aux Masters

### En simple dames
| # | Date       | Nom de l'édition                      | ($)       | Surface         | Résultat       | Ultime adversaire   | Score          |          |
| - | ---------- | ------------------------------------- | --------- | --------------- | -------------- | ------------------- | -------------- | -------- |
| 1 | 12/11/1990 | Virginia Slims Championships New York | 3 000 000 | Moquette (int.) | 1er tour (1/8) | Mary Joe Fernández  | 6-1, 7-6       | Parcours |
| 2 | 18/11/1991 | Virginia Slims Championships New York | 3 000 000 | Moquette (int.) | 1er tour (1/8) | Jennifer Capriati   | 5-7, 6-0, 7-6  | Parcours |
| 3 | 16/11/1992 | Virginia Slims Championships New York | 3 000 000 | Moquette (int.) | 1er tour (1/8) | Monica Seles        | 6-1, 6-2       | Parcours |
| 4 | 15/11/1993 | Virginia Slims Championships New York | 3 708 500 | Moquette (int.) | 1er tour (1/8) | Martina Navrátilová | 6-4, 6-4       | Parcours |
| 5 | 17/11/1997 | Chase Championships New York          | 2 000 000 | Moquette (int.) | 1/2 finale     | Mary Pierce         | 6-2, 5-7, 6-4  | Parcours |
| 6 | 16/11/1998 | Chase Championships New York          | 2 000 000 | Moquette (int.) | 1/4 de finale  | Lindsay Davenport   | 6-0, 6-3       | Parcours |
| 7 | 15/11/1999 | Chase Championships New York          | 2 000 000 | Moquette (int.) | 1/2 finale     | Lindsay Davenport   | 7-6, 6-0       | Parcours |
| 8 | 13/11/2000 | Chase Championships New York          | 2 000 000 | Moquette (int.) | 1/4 de finale  | Martina Hingis      | 6-1, 6-72, 6-2 | Parcours |
| 9 | 29/10/2001 | Sanex Championships Munich            | 3 000 000 | Dur (int.)      | 1er tour (1/8) | Arantxa Sánchez     | 6-3, 6-4       | Parcours |

### En double dames
| # | Date       | Nom de l'édition                      | ($)       | Surface         | Résultat       | Partenaire         | Ultimes adversaires               | Score         |          |
| - | ---------- | ------------------------------------- | --------- | --------------- | -------------- | ------------------ | --------------------------------- | ------------- | -------- |
| 1 | 14/11/1988 | Virginia Slims Championships New York | 1 000 000 | Moquette (int.) | 1/4 de finale  | Isabelle Demongeot | Steffi Graf Gabriela Sabatini     | 6-3, 6-1      | Parcours |
| 2 | 14/11/1994 | Virginia Slims Championships New York | 3 500 000 | Moquette (int.) | 1/4 de finale  | Julie Halard       | Patty Fendick Meredith McGrath    | 6-4, 6-1      | Parcours |
| 3 | 13/11/1995 | WTA Tour Championships New York       | 2 000 000 | Moquette (int.) | 1er tour (1/8) | Julie Halard       | Gabriela Sabatini Brenda Schultz  | 6-4, 6-4      | Parcours |
| 4 | 17/11/1997 | Chase Championships New York          | 2 000 000 | Moquette (int.) | Finale         | Alexandra Fusai    | Lindsay Davenport Jana Novotná    | 6-7, 6-3, 6-2 | Parcours |
| 5 | 16/11/1998 | Chase Championships New York          | 2 000 000 | Moquette (int.) | Finale         | Alexandra Fusai    | Lindsay Davenport Natasha Zvereva | 6-7, 7-5, 6-3 | Parcours |
| 6 | 15/11/1999 | Chase Championships New York          | 2 000 000 | Moquette (int.) | 1/4 de finale  | Alexandra Fusai    | Martina Hingis Anna Kournikova    | 1-6, 6-1, 7-5 | Parcours |
| 7 | 13/11/2000 | Chase Championships New York          | 2 000 000 | Moquette (int.) | 1/4 de finale  | Alexandra Fusai    | Lisa Raymond Rennae Stubbs        | 6-4, 7-65     | Parcours |
| 8 | 29/10/2001 | Sanex Championships Munich            | 3 000 000 | Dur (int.)      | 1/2 finale     | Kimberly Po        | Cara Black Elena Likhovtseva      | 7-5, 6-4      | Parcours |

## Parcours aux Jeux olympiques

### En simple dames
| # | Date       | Nom de l'olympiade             | Surface      | Résultat        | Ultime adversaire  | Score         |          |
| - | ---------- | ------------------------------ | ------------ | --------------- | ------------------ | ------------- | -------- |
| 1 | 20/09/1988 | Olympic Tennis Event Séoul     | Dur (ext.)   | 2e tour (1/16)  | Catarina Lindqvist | 2-6, 6-3, 6-4 | Parcours |
| 2 | 28/07/1992 | Olympic Tennis Event Barcelone | Terre (ext.) | 2e tour (1/16)  | Barbara Rittner    | 6-3, 6-2      | Parcours |
| 3 | 23/07/1996 | Olympic Tennis Event Atlanta   | Dur (ext.)   | 1er tour (1/32) | Gabriela Sabatini  | 7-5, 6-2      | Parcours |

### En double dames
| # | Date       | Nom de l'olympiade             | Surface      | Résultat      | Partenaire         | Ultimes adversaires               | Score    |          |
| - | ---------- | ------------------------------ | ------------ | ------------- | ------------------ | --------------------------------- | -------- | -------- |
| 1 | 20/09/1988 | Olympic Tennis Event Séoul     | Dur (ext.)   | 1/4 de finale | Isabelle Demongeot | Zina Garrison Pam Shriver         | 7-5, 6-2 | Parcours |
| 2 | 28/07/1992 | Olympic Tennis Event Barcelone | Terre (ext.) | 1/4 de finale | Isabelle Demongeot | Conchita Martínez Arantxa Sánchez | 6-2, 6-4 | Parcours |
| 3 | 23/07/1996 | Olympic Tennis Event Atlanta   | Dur (ext.)   | 2e tour (1/8) | Mary Pierce        | Gigi Fernández Mary Joe Fernández | 6-4, 6-3 | Parcours |

## Parcours en Coupe de la Fédération
| #                                                                           | Date       | Lieu        | Surface                          | Gagnante(s)                         | Perdante(s)                         | Score           |          |
|                                                                             |            |             |                                  |                                     |                                     |                 |          |
| 1985 - 1er tour (groupe mondial) - France - Nouvelle-Zélande - 1 : 2        |            |             |                                  |                                     |                                     |                 |          |
| 1                                                                           | 08/10/1985 | Nagoya      | Dur (ext.)                       | Nathalie Tauziat                    | Julie Richardson                    | 3-6, 6-3, 6-2   | Parcours |
| 1                                                                           | 08/10/1985 | Nagoya      | Dur (ext.)                       | Belinda Cordwell Julie Richardson   | Isabelle Demongeot Nathalie Tauziat | 6-0, 7-5        | Parcours |
|                                                                             |            |             |                                  |                                     |                                     |                 |          |
| 1986 - 1er tour (groupe mondial) - France - Suède - 3 : 0                   |            |             |                                  |                                     |                                     |                 |          |
| 2                                                                           | 22/07/1986 | Prague      | Terre (ext.)                     | Pascale Paradis Nathalie Tauziat    | Helena Dahlstrom Monika Lundqvist   | 6-3, 5-7, 6-2   | Parcours |
|                                                                             |            |             |                                  |                                     |                                     |                 |          |
| 1986 - 2e tour (groupe mondial) - France - Bulgarie - 1 : 2                 |            |             |                                  |                                     |                                     |                 |          |
| 3                                                                           | 22/07/1986 | Prague      | Terre (ext.)                     | Katerina Maleeva                    | Nathalie Tauziat                    | 7-65, 7-66      | Parcours |
|                                                                             |            |             |                                  |                                     |                                     |                 |          |
| 1987 - 1er tour (groupe mondial) - France - Autriche - 3 : 0                |            |             |                                  |                                     |                                     |                 |          |
| 4                                                                           | 28/07/1987 | Vancouver   |                                  | Nathalie Tauziat                    | Judith Wiesner                      | 6-3, 7-5        | Parcours |
|                                                                             |            |             |                                  |                                     |                                     |                 |          |
| 1987 - 2e tour (groupe mondial) - États-Unis - France - 3 : 0               |            |             |                                  |                                     |                                     |                 |          |
| 5                                                                           | 28/07/1987 | Vancouver   |                                  | Chris Evert                         | Nathalie Tauziat                    | 6-1, 6-0        | Parcours |
|                                                                             |            |             |                                  |                                     |                                     |                 |          |
| 1989 - 1er tour (groupe mondial) - France - Espagne - 0 : 2                 |            |             |                                  |                                     |                                     |                 |          |
| 6                                                                           | 03/10/1989 | Tokyo       | Dur (ext.)                       | Arantxa Sánchez                     | Nathalie Tauziat                    | 6-4, 6-2        | Parcours |
|                                                                             |            |             |                                  |                                     |                                     |                 |          |
| 1990 - 1er tour (groupe mondial) - France - Taïwan - 3 : 0                  |            |             |                                  |                                     |                                     |                 |          |
| 7                                                                           | 23/07/1990 | Atlanta     | Dur (ext.)                       | Nathalie Tauziat                    | Wang Shi-Ting                       | 6-3, 6-2        | Parcours |
|                                                                             |            |             |                                  |                                     |                                     |                 |          |
| 1990 - 2e tour (groupe mondial) - France - Nouvelle-Zélande - 3 : 0         |            |             |                                  |                                     |                                     |                 |          |
| 8                                                                           | 23/07/1990 | Atlanta     | Dur (ext.)                       | Nathalie Tauziat                    | Belinda Cordwell                    | 6-1, 6-2        | Parcours |
|                                                                             |            |             |                                  |                                     |                                     |                 |          |
| 1990 - 1/4 de finale (groupe mondial) - France - Espagne - 0 : 3            |            |             |                                  |                                     |                                     |                 |          |
| 9                                                                           | 23/07/1990 | Atlanta     | Dur (ext.)                       | Arantxa Sánchez                     | Nathalie Tauziat                    | 7-69, 6-1       | Parcours |
|                                                                             |            |             |                                  |                                     |                                     |                 |          |
| 1991 - 1er tour (groupe mondial) - Pologne - France - 2 : 1                 |            |             |                                  |                                     |                                     |                 |          |
| 10                                                                          | 22/07/1991 | Nottingham  |                                  | Katarzyna Nowak                     | Nathalie Tauziat                    | 4-6, 6-4, 6-4   | Parcours |
| 10                                                                          | 22/07/1991 | Nottingham  | Magdalena Feistel K. Teodorowicz | Mary Pierce Nathalie Tauziat        | 6-4, 6-4                            |                 | Parcours |
|                                                                             |            |             |                                  |                                     |                                     |                 |          |
| 1991 - Barrage (groupe mondial I) - Yougoslavie - France - 0 : 2            |            |             |                                  |                                     |                                     |                 |          |
| 11                                                                          | 25/07/1991 | Nottingham  |                                  | Nathalie Tauziat                    | Nadin Ercegovic                     | 6-2, 5-7, 6-2   | Parcours |
|                                                                             |            |             |                                  |                                     |                                     |                 |          |
| 1992 - 1er tour (groupe mondial) - France - Chine - 2 : 1                   |            |             |                                  |                                     |                                     |                 |          |
| 12                                                                          | 14/07/1992 | Francfort   | Terre (ext.)                     | Li Fang                             | Nathalie Tauziat                    | 6-1, 6-75, 6-3  | Parcours |
| 12                                                                          | 14/07/1992 | Francfort   | Terre (ext.)                     | Isabelle Demongeot Nathalie Tauziat | Li Fang Tang Min                    | 6-3, 7-64       | Parcours |
|                                                                             |            |             |                                  |                                     |                                     |                 |          |
| 1992 - 2e tour (groupe mondial) - France - CEI - 3 : 0                      |            |             |                                  |                                     |                                     |                 |          |
| 13                                                                          | 15/07/1992 | Francfort   | Terre (ext.)                     | Nathalie Tauziat                    | Eugenia Maniokova                   | 6-1, 6-3        | Parcours |
| 13                                                                          | 15/07/1992 | Francfort   | Terre (ext.)                     | Isabelle Demongeot Nathalie Tauziat | Elena Makarova Elena Pogorelova     | 6-3, 6-3        | Parcours |
|                                                                             |            |             |                                  |                                     |                                     |                 |          |
| 1992 - 1/4 de finale (groupe mondial) - France - États-Unis - 1 : 2         |            |             |                                  |                                     |                                     |                 |          |
| 14                                                                          | 16/07/1992 | Francfort   | Terre (ext.)                     | Nathalie Tauziat                    | Lori McNeil                         | 6-4, 7-5        | Parcours |
| 14                                                                          | 16/07/1992 | Francfort   | Terre (ext.)                     | Gigi Fernández Pam Shriver          | Isabelle Demongeot Nathalie Tauziat | 6-4, 6-2        | Parcours |
|                                                                             |            |             |                                  |                                     |                                     |                 |          |
| 1993 - 1er tour (groupe mondial) - Canada - France - 1 : 2                  |            |             |                                  |                                     |                                     |                 |          |
| 15                                                                          | 19/07/1993 | Francfort   | Terre (ext.)                     | Nathalie Tauziat                    | Patricia Hy                         | 6-4, 6-1        | Parcours |
| 15                                                                          | 19/07/1993 | Francfort   | Terre (ext.)                     | Julie Halard Nathalie Tauziat       | Jill Hetherington Patricia Hy       | 7-5, 7-61       | Parcours |
|                                                                             |            |             |                                  |                                     |                                     |                 |          |
| 1993 - 2e tour (groupe mondial) - Suède - France - 0 : 3                    |            |             |                                  |                                     |                                     |                 |          |
| 16                                                                          | 21/07/1993 | Francfort   | Terre (ext.)                     | Nathalie Tauziat                    | Cecilia Dahlman                     | 6-1, 7-65       | Parcours |
| 16                                                                          | 21/07/1993 | Francfort   | Terre (ext.)                     | Julie Halard Nathalie Tauziat       | Maria Lindström Maria Strandlund    | 6-2, 6-3        | Parcours |
|                                                                             |            |             |                                  |                                     |                                     |                 |          |
| 1993 - 1/4 de finale (groupe mondial) - République tchèque - France - 0 : 3 |            |             |                                  |                                     |                                     |                 |          |
| 17                                                                          | 23/07/1993 | Francfort   | Terre (ext.)                     | Nathalie Tauziat                    | Jana Novotná                        | 6-1, 0-6, 6-3   | Parcours |
|                                                                             |            |             |                                  |                                     |                                     |                 |          |
| 1993 - 1/2 finale (groupe mondial) - Espagne - France - 2 : 1               |            |             |                                  |                                     |                                     |                 |          |
| 18                                                                          | 24/07/1993 | Francfort   | Terre (ext.)                     | Arantxa Sánchez                     | Nathalie Tauziat                    | 6-1, 6-4        | Parcours |
|                                                                             |            |             |                                  |                                     |                                     |                 |          |
| 1994 - 1er tour (groupe mondial) - Corée du Sud - France - 0 : 3            |            |             |                                  |                                     |                                     |                 |          |
| 19                                                                          | 18/07/1994 | Francfort   | Terre (ext.)                     | Alexandra Fusai Nathalie Tauziat    | Choi Ju-yeon Park Sung-hee          | 6-4, 6-4        | Parcours |
|                                                                             |            |             |                                  |                                     |                                     |                 |          |
| 1994 - 2e tour (groupe mondial) - Italie - France - 0 : 3                   |            |             |                                  |                                     |                                     |                 |          |
| 20                                                                          | 20/07/1994 | Francfort   | Terre (ext.)                     | Julie Halard Nathalie Tauziat       | Rita Grande Marzia Grossi           | 6-4, 6-1        | Parcours |
|                                                                             |            |             |                                  |                                     |                                     |                 |          |
| 1994 - 1/4 de finale (groupe mondial) - Bulgarie - France - 1 : 2           |            |             |                                  |                                     |                                     |                 |          |
| 21                                                                          | 22/07/1994 | Francfort   | Terre (ext.)                     | Julie Halard Nathalie Tauziat       | Katerina Maleeva Magdalena Maleeva  | 6-2, 3-6, 6-2   | Parcours |
|                                                                             |            |             |                                  |                                     |                                     |                 |          |
| 1994 - 1/2 finale (groupe mondial) - France - États-Unis - 0 : 3            |            |             |                                  |                                     |                                     |                 |          |
| 22                                                                          | 23/07/1994 | Francfort   | Terre (ext.)                     | Gigi Fernández Zina Garrison        | Julie Halard Nathalie Tauziat       | 3-6, 6-1, 6-2   | Parcours |
|                                                                             |            |             |                                  |                                     |                                     |                 |          |
| 1995 - 1/4 de finale (groupe mondial) - France - Afrique du Sud - 3 : 2     |            |             |                                  |                                     |                                     |                 |          |
| 23                                                                          | 21/04/1995 | Metz        | Terre (ext.)                     | Julie Halard Nathalie Tauziat       | Mariaan de Swardt Elna Reinach      | 7-5, 6-2        | Parcours |
|                                                                             |            |             |                                  |                                     |                                     |                 |          |
| 1995 - 1/2 finale (groupe mondial) - États-Unis - France - 3 : 2            |            |             |                                  |                                     |                                     |                 |          |
| 24                                                                          | 22/07/1995 | Wilmington  | Moquette (int.)                  | Lindsay Davenport Gigi Fernández    | Julie Halard Nathalie Tauziat       | 6-1, 7-62       | Parcours |
|                                                                             |            |             |                                  |                                     |                                     |                 |          |
| 1996 - 1/4 de finale (groupe mondial) - France - Argentine - 3 : 2          |            |             |                                  |                                     |                                     |                 |          |
| 25                                                                          | 27/04/1996 | Amiens      | Terre (ext.)                     | Florencia Labat                     | Nathalie Tauziat                    | 6-3, 6-4        | Parcours |
| 25                                                                          | 27/04/1996 | Amiens      | Terre (ext.)                     | Paola Suárez                        | Nathalie Tauziat                    | 7-65, 6-1       | Parcours |
| 25                                                                          | 27/04/1996 | Amiens      | Terre (ext.)                     | Julie Halard Nathalie Tauziat       | Florencia Labat Patricia Tarabini   | 6-2, 6-4        | Parcours |
|                                                                             |            |             |                                  |                                     |                                     |                 |          |
| 1996 - 1/2 finale (groupe mondial) - France - Espagne - 2 : 3               |            |             |                                  |                                     |                                     |                 |          |
| 26                                                                          | 13/07/1996 | Bayonne     | Moquette (int.)                  | Conchita Martínez Arantxa Sánchez   | Julie Halard Nathalie Tauziat       | 6-4, 2-1, ab.   | Parcours |
|                                                                             |            |             |                                  |                                     |                                     |                 |          |
| 1997 - 1/4 de finale (groupe mondial) - Japon - France - 1 : 4              |            |             |                                  |                                     |                                     |                 |          |
| 27                                                                          | 01/03/1997 | Tokyo       | Dur (int.)                       | Nathalie Tauziat                    | Ai Sugiyama                         | 4-6, 7-5, 6-4   | Parcours |
| 27                                                                          | 01/03/1997 | Tokyo       | Dur (int.)                       | Nathalie Tauziat                    | Naoko Sawamatsu                     | 7-5, 4-6, 17-15 | Parcours |
|                                                                             |            |             |                                  |                                     |                                     |                 |          |
| 1997 - 1/2 finale (groupe mondial) - France - Belgique - 3 : 2              |            |             |                                  |                                     |                                     |                 |          |
| 28                                                                          | 12/07/1997 | Nice        | Terre (ext.)                     | Alexandra Fusai Nathalie Tauziat    | Els Callens Dominique Monami        | 3-6, 6-2, 7-5   | Parcours |
|                                                                             |            |             |                                  |                                     |                                     |                 |          |
| 1997 - Finale (groupe mondial) - Pays-Bas - France - 1 : 4                  |            |             |                                  |                                     |                                     |                 |          |
| 29                                                                          | 04/10/1997 | Bois-le-Duc | Moquette (int.)                  | Alexandra Fusai Nathalie Tauziat    | Manon Bollegraf Caroline Vis        | 6-3, 6-4        | Parcours |
|                                                                             |            |             |                                  |                                     |                                     |                 |          |
| 1998 - 1/4 de finale (groupe mondial) - Belgique - France - 2 : 3           |            |             |                                  |                                     |                                     |                 |          |
| 30                                                                          | 18/04/1998 | Gand        | Dur (int.)                       | Alexandra Fusai Nathalie Tauziat    | Els Callens Laurence Courtois       | 6-4, 6-0        | Parcours |
|                                                                             |            |             |                                  |                                     |                                     |                 |          |
| 1998 - 1/2 finale (groupe mondial) - Suisse - France - 5 : 0                |            |             |                                  |                                     |                                     |                 |          |
| 31                                                                          | 25/07/1998 | Sion        | Terre (ext.)                     | Emmanuelle Gagliardi Patty Schnyder | Alexandra Fusai Nathalie Tauziat    | 2-6, 6-3, 6-3   | Parcours |
|                                                                             |            |             |                                  |                                     |                                     |                 |          |
| 1999 - 1/4 de finale (groupe mondial) - Russie - France - 3 : 2             |            |             |                                  |                                     |                                     |                 |          |
| 32                                                                          | 17/04/1999 | Moscou      | Moquette (int.)                  | Tatiana Panova                      | Nathalie Tauziat                    | 6-4, 6-2        | Parcours |
| 32                                                                          | 17/04/1999 | Moscou      | Moquette (int.)                  | Elena Likhovtseva                   | Nathalie Tauziat                    | 6-2, 6-4        | Parcours |
| 32                                                                          | 17/04/1999 | Moscou      | Moquette (int.)                  | Elena Likhovtseva Elena Makarova    | Amélie Mauresmo Nathalie Tauziat    | 6-0, 7-65       | Parcours |
|                                                                             |            |             |                                  |                                     |                                     |                 |          |
| 2000 - Round robin (groupe mondial) - Russie - France - 0 : 3               |            |             |                                  |                                     |                                     |                 |          |
| 33                                                                          | 27/04/2000 | Moscou      | Moquette (int.)                  | Julie Halard Nathalie Tauziat       | Anna Kournikova Elena Likhovtseva   | 6-3, 7-65       | Parcours |
|                                                                             |            |             |                                  |                                     |                                     |                 |          |
| 2000 - Round robin (groupe mondial) - Australie - France - 1 : 2            |            |             |                                  |                                     |                                     |                 |          |
| 34                                                                          | 28/04/2000 | Moscou      | Moquette (int.)                  | Julie Halard Nathalie Tauziat       | Alicia Molik Rennae Stubbs          | 6-0, 7-63       | Parcours |
|                                                                             |            |             |                                  |                                     |                                     |                 |          |
| 2000 - Round robin (groupe mondial) - Belgique - France - 2 : 1             |            |             |                                  |                                     |                                     |                 |          |
| 35                                                                          | 29/04/2000 | Moscou      | Moquette (int.)                  | Kim Clijsters                       | Nathalie Tauziat                    | 6-1, 6-4        | Parcours |
| 35                                                                          | 29/04/2000 | Moscou      | Moquette (int.)                  | Julie Halard Nathalie Tauziat       | Els Callens Laurence Courtois       | 7-5, 3-6, 6-3   | Parcours |
|                                                                             |            |             |                                  |                                     |                                     |                 |          |
| 2001 - Round robin (groupe mondial) - France - République tchèque - 3 : 0   |            |             |                                  |                                     |                                     |                 |          |
| 36                                                                          | 08/11/2001 | Madrid      | Terre (int.)                     | Nathalie Tauziat Sandrine Testud    | Petra Cetkovská Alena Vašková       | 6-3, 6-2        | Parcours |
|                                                                             |            |             |                                  |                                     |                                     |                 |          |
| 2001 - Round robin (groupe mondial) - Russie - France - 2 : 1               |            |             |                                  |                                     |                                     |                 |          |
| 37                                                                          | 09/11/2001 | Madrid      | Terre (int.)                     | Virginie Razzano Nathalie Tauziat   | Elena Bovina Elena Likhovtseva      | 7-65, 6-1       | Parcours |
|                                                                             |            |             |                                  |                                     |                                     |                 |          |
| 2001 - Round robin (groupe mondial) - France - Argentine - 2 : 1            |            |             |                                  |                                     |                                     |                 |          |
| 38                                                                          | 10/11/2001 | Madrid      | Terre (int.)                     | Virginie Razzano Nathalie Tauziat   | Laura Montalvo María Emilia Salerni | 6-1, 6-73, 6-3  | Parcours |

## Classements WTA en fin de saison

### En simple
| Année | 1984 | 1985 | 1986 | 1987 | 1988 | 1989 | 1990 | 1991 | 1992 | 1993 | 1994 | 1995 | 1996 | 1997 | 1998 | 1999 | 2000 | 2001 |
| Rang  | 296  | 112  | 66   | 25   | 27   | 25   | 18   | 13   | 14   | 18   | 35   | 27   | 22   | 11   | 10   | 7    | 10   | 13   |

Source : (en) « Classements de Nathalie Tauziat », sur le site officiel du WTA Tour

### En double
| Année | 1986 | 1987 | 1988 | 1989 | 1990 | 1991 | 1992 | 1993 | 1994 | 1995 | 1996 | 1997 | 1998 | 1999 | 2000 | 2001 | 2002 | 2003 |
| Rang  | 63   | 40   | 28   | 28   | 36   | 38   | 62   | 29   | 22   | 20   | 14   | 13   | 7    | 14   | 8    | 5    | 105  | 397  |

Source : (en) « Classements de Nathalie Tauziat », sur le site officiel du WTA Tour

## Statistiques

### Victoires sur le top 10
Toutes ses victoires sur des joueuses classées dans le top 10 de la WTA lors de la rencontre (les abandons sont pris en compte, pas les forfaits).
| Légende      |
| Grand Chelem |
| Tier I       |
| Tier II      |
| Tier III     |
| Tier IV      |
| Tier V       |
| Masters      |
| JO           |

|    | Tauziat | Tournoi       | Année | Surface      |  | Adversaire          | Rang  | Tour   | Score         | Tableau |
| -- | ------- | ------------- | ----- | ------------ |  | ------------------- | ----- | ------ | ------------- | ------- |
| 1  | no 68   | Miami         | 1987  | Dur          |  | Kathy Rinaldi       | no 9  | 1/16   | 5-7, 6-4, 6-3 | Tableau |
| 2  | no 34   | Mahwah        | 1988  | Dur          |  | Natasha Zvereva     | no 8  | 1/4    | 3-6, 6-2, 6-3 | Tableau |
| 3  | no 33   | Rome          | 1989  | Terre battue |  | Manuela Maleeva     | no 9  | 1/8    | 2-6, 6-3, 6-0 | Tableau |
| 4  | no 16   | Montréal      | 1990  | Dur          |  | Manuela Maleeva     | no 9  | 1/4    | 6-3, 6-2      | Tableau |
| 5  | no 17   | US Open       | 1990  | Dur          |  | Conchita Martínez   | no 10 | 1/16   | 6-2, 6-1      | Tableau |
| 6  | no 17   | Palm Springs  | 1991  | Dur          |  | Katerina Maleeva    | no 7  | 1/4    | 7-66, 7-66    | Tableau |
| 7  | no 17   | Boca Raton    | 1991  | Dur          |  | Mary Joe Fernández  | no 5  | 1/4    | 6-1, 7-5      | Tableau |
| 8  | no 15   | Barcelone     | 1991  | Terre battue |  | Martina Navrátilová | no 4  | 1/4    | 6-1, 6-4      | Tableau |
| 9  | no 14   | San Diego     | 1991  | Dur          |  | Manuela Maleeva     | no 9  | 1/4    | 6-3, 6-3      | Tableau |
| 10 | no 15   | Zurich        | 1991  | Moquette     |  | Gabriela Sabatini   | no 3  | 1/4    | 7-67, 6-3     | Tableau |
| 11 | no 15   | Zurich        | 1991  | Moquette     |  | Manuela Maleeva     | no 10 | 1/2    | 7-63, 7-65    | Tableau |
| 12 | no 15   | Tokyo         | 1993  | Moquette     |  | Manuela Maleeva     | no 10 | 1/8    | 7-65, 6-3     | Tableau |
| 13 | no 15   | Fed Cup       | 1993  | Terre battue |  | Jana Novotná        | no 8  | 1/4    | 6-1, 0-6, 6-3 | Tableau |
| 14 | no 17   | Toronto       | 1993  | Dur          |  | Jana Novotná        | no 8  | 1/8    | 2-6, 6-4, 6-3 | Tableau |
| 15 | no 39   | Philadelphie  | 1994  | Moquette     |  | Conchita Martínez   | no 3  | 1/16   | 6-4, 6-4      | Tableau |
| 16 | no 33   | Roland Garros | 1995  | Terre battue |  | Magdalena Maleeva   | no 7  | 1/32   | 4-6, 6-4, 7-5 | Tableau |
| 17 | no 20   | Wimbledon     | 1995  | Gazon        |  | Mary Pierce         | no 4  | 1/32   | 6-4, 3-6, 6-1 | Tableau |
| 18 | no 23   | Paris         | 1997  | Moquette     |  | Karina Habšudová    | no 10 | 1/8    | 6-4, 7-61     | Tableau |
| 19 | no 21   | Indian Wells  | 1997  | Dur          |  | Anke Huber          | no 7  | 1/8    | 6-4, 6-3      | Tableau |
| 20 | no 17   | Chicago       | 1997  | Moquette     |  | Jana Novotná        | no 2  | 1/4    | 7-5, 6-3      | Tableau |
| 21 | no 17   | Chicago       | 1997  | Moquette     |  | Iva Majoli          | no 6  | 1/2    | 6-2, 6-3      | Tableau |
| 22 | no 14   | Masters       | 1997  | Moquette     |  | Amanda Coetzer      | no 4  | 1/8    | 6-3, 6-3      | Tableau |
| 23 | no 14   | Masters       | 1997  | Moquette     |  | Iva Majoli          | no 6  | 1/4    | 7-67, 7-64    | Tableau |
| 24 | no 15   | Wimbledon     | 1998  | Gazon        |  | Lindsay Davenport   | no 2  | 1/4    | 6-3, 6-3      | Tableau |
| 25 | no 8    | Munich        | 1998  | Dur (int.)   |  | Lindsay Davenport   | no 2  | 1/4    | 4-6, 6-1, 7-5 | Tableau |
| 26 | no 11   | Zurich        | 1999  | Dur (int.)   |  | Amanda Coetzer      | no 8  | 1/4    | 6-3, 3-6, 6-2 | Tableau |
| 27 | no 10   | Moscou        | 1999  | Moquette     |  | Barbara Schett      | no 8  | Finale | 2-6, 6-4, 6-1 | Tableau |
| 28 | no 6    | Paris         | 2000  | Moquette     |  | Serena Williams     | no 4  | Finale | 7-5, 6-2      | Tableau |
| 29 | no 8    | US Open       | 2000  | Dur          |  | Arantxa Sanchez     | no 9  | 1/8    | 6-3, 6-2      | Tableau |
| 30 | no 9    | Los Angeles   | 2001  | Dur          |  | Kim Clijsters       | no 5  | 1/4    | 6-4, 6-2      | Tableau |